# Henryk Głębocki
Henryk Głębocki (ur. 1967) – polski historyk, publicysta, nauczyciel akademicki, wykładowca Uniwersytetu Jagiellońskiego.

## Życiorys
Doktorat w 1998 (Kwestia polska w rosyjskiej myśli politycznej w latach 1856–1866; promotor: Michał Pułaski) na Wydziale Historycznym Uniwersytetu Jagiellońskiego. Habilitacja tamże w 2013. Pracownik Zakładu Historii Europy Wschodniej Instytutu Historii Uniwersytetu Jagiellońskiego i Instytutu Pamięci Narodowej w Krakowie. Zajmuje się historią Europy Środkowej i Wschodniej XIX–XX w., zwłaszcza historią Polski i Rosji oraz historią PRL.
W nocy z 24 na 25 listopada 2017 Henryk Głębocki został zatrzymany w Moskwie przez funkcjonariuszy FSB. FSB nakazała badaczowi opuszczenie Rosji w przeciągu 24 godzin, bez prawa powrotu. Historyk przebywał w Rosji od 14 listopada 2017 prowadząc kwerendę archiwalną i biblioteczną.

## Wybrane publikacje
- Studencki Komitet Solidarności w Krakowie 1977–1980. Zarys działalności, Warszawa: Wydawnictwo NZS 1994,
- Fatalna sprawa: kwestia polska w rosyjskiej myśli politycznej (1856–1866), Kraków: "Arcana" 2000.
- Policja tajna przy robocie. Z dziejów państwa policyjnego PRL, Kraków: Wydawnictwo Arcana 2005.
- Kresy Imperium: szkice i materiały do dziejów polityki Rosji wobec jej peryferii (XVIII–XXI wiek), Kraków: Wydawnictwo Arcana 2006.
- „Diabeł Asmodeusz” w niebieskich binoklach i kraj przyszłości: hr. Adam Gurowski i Rosja, Kraków: Wydawnictwo Arcana 2012.
- Niezależne Zrzeszenie Studentów w Krakowie w latach 1980–1990: wybór dokumentów, t. 1: 1980–1981, red. Henryk Głębocki, Zuzanna Dawidowicz, Kraków: Wydawnictwo Arcana 2014.
- Jak nie dać się „strawić” Imperium? Polski realizm i idealizm polityczny wobec Rosji 1815-1921, Kraków, Ośrodek Myśli Politycznej 2023

## Ordery i odznaczenia
- Krzyż Kawalerski Orderu Odrodzenia Polski (2016)[2]
- Złoty Krzyż Zasługi (2007)[3]